# Elecciones federales de 2012 en Chihuahua
Las elecciones federales en Chihuahua de 2012 se llevaron a cabo el domingo 1 de julio de 2012, y en ellas se renovaron los siguientes cargos de elección popular:
- Presidente de la República. Jefe de Estado y de Gobierno de México, electo para un periodo de seis años sin posibilidad de reelección. El candidato ganador en el estado y elegido a nivel nacional fue Enrique Peña Nieto.
- 4 senadores. Miembros de la cámara alta del Congreso de la Unión. Dos elegidos por mayoría relativa, uno otorgado por el principio de primera minoría y 1 elegido por representación proporcional a partir de una lista nacional por partido. Todos ellos por un periodo de seis años a partir del 1 de septiembre de 2012 sin posibilidad de reelección para el periodo inmediato.
- 14 diputados federales. Miembros de la cámara baja del Congreso de la Unión. Nueve elegidos por mayoría simple y cuatro mediante el principio de representación proporcional a partir de la lista regional por partido correspondiente a la primera circunscripción electoral. Todos ellos electos para un periodo de tres años a partir del 1 de septiembre de 2012 sin posibilidad de reelección para el periodo inmediato.

## Resultados electorales

### Presidente de México
|  | 24.64 % |

|  | 46.50 % |

|  | 22.64 % |

|  | 3.62 % |

|  | 0.06 % |

|  | 97.43 % |

|  | 2.57 % |

|  | 53.18 % |

|  | 46.82 % |

#### Resultados por municipio
| Municipio                | Vázquez | % Vázquez | Peña    | % Peña | López Obrador | % López Obrador | Quadri | % Quadri | NR  | % NR  | Nulos  | % Nulos | Total   |
| ------------------------ | ------- | --------- | ------- | ------ | ------------- | --------------- | ------ | -------- | --- | ----- | ------ | ------- | ------- |
| Ahumada                  | 952     | 18.40%    | 3,422   | 66.15% | 583           | 11.27%          | 115    | 2.22%    | 2   | 0.04% | 99     | 1.91%   | 5,173   |
| Aldama                   | 2,365   | 25.34%    | 4,917   | 52.69% | 1,538         | 16.48%          | 267    | 2.86%    | 2   | 0.02% | 243    | 2.60%   | 9,332   |
| Allende                  | 728     | 18.24%    | 2,408   | 60.32% | 561           | 14.05%          | 192    | 4.81%    | 2   | 0.05% | 101    | 2.53%   | 3,992   |
| Aquiles Serdán           | 757     | 21.83%    | 2,003   | 57.77% | 582           | 16.79%          | 69     | 1.99%    | 0   | 0.00% | 56     | 1.62%   | 3,467   |
| Ascensión                | 1,660   | 20.03%    | 5,145   | 62.07% | 1,145         | 13.81%          | 119    | 1.44%    | 5   | 0.06% | 215    | 2.59%   | 8,289   |
| Bachíniva                | 663     | 21.48%    | 1,539   | 49.87% | 743           | 24.08%          | 55     | 1.78%    | 0   | 0.00% | 86     | 2.79%   | 3,086   |
| Balleza                  | 1,953   | 27.27%    | 4,514   | 63.03% | 222           | 3.10%           | 61     | 0.85%    | 3   | 0.04% | 409    | 5.71%   | 7,162   |
| Batopilas                | 1,229   | 28.57%    | 2,505   | 58.23% | 126           | 2.93%           | 60     | 1.39%    | 1   | 0.02% | 381    | 8.86%   | 4,302   |
| Bocoyna                  | 1,698   | 15.28%    | 7,312   | 65.79% | 1,343         | 12.08%          | 282    | 2.54%    | 16  | 0.14% | 463    | 4.17%   | 11,114  |
| Buenaventura             | 1,968   | 20.93%    | 5,850   | 62.21% | 1,252         | 13.31%          | 164    | 1.74%    | 1   | 0.01% | 168    | 1.79%   | 9,403   |
| Camargo                  | 5,829   | 27.96%    | 11,179  | 53.62% | 2,892         | 13.87%          | 583    | 2.80%    | 1   | 0.00% | 363    | 1.74%   | 20,847  |
| Carichí                  | 427     | 11.93%    | 1,975   | 55.20% | 892           | 24.93%          | 21     | 0.59%    | 1   | 0.03% | 262    | 7.32%   | 3,578   |
| Casas Grandes            | 760     | 15.04%    | 2,916   | 57.70% | 1,108         | 21.92%          | 135    | 2.67%    | 1   | 0.02% | 134    | 2.65%   | 5,054   |
| Coronado                 | 453     | 34.58%    | 783     | 59.77% | 54            | 4.12%           | 7      | 0.53%    | 0   | 0.00% | 13     | 0.99%   | 1,310   |
| Coyame del Sotol         | 300     | 35.97%    | 459     | 55.04% | 51            | 6.12%           | 8      | 0.96%    | 0   | 0.00% | 16     | 1.92%   | 834     |
| La Cruz                  | 626     | 31.54%    | 1,105   | 55.67% | 158           | 7.96%           | 51     | 2.57%    | 1   | 0.05% | 44     | 2.22%   | 1,985   |
| Cuauhtémoc               | 10,253  | 18.88%    | 24,261  | 44.67% | 16,327        | 30.06%          | 1,967  | 3.62%    | 34  | 0.06% | 1,474  | 2.71%   | 54,316  |
| Cusihuiriachi            | 446     | 19.43%    | 1,315   | 57.27% | 440           | 19.16%          | 30     | 1.31%    | 0   | 0.00% | 65     | 2.83%   | 2,296   |
| Chihuahua                | 109,522 | 31.12%    | 150,403 | 42.73% | 69,290        | 19.69%          | 14,344 | 4.08%    | 246 | 0.07% | 8,172  | 2.32%   | 351,977 |
| Chínipas                 | 319     | 13.21%    | 1,737   | 71.96% | 237           | 9.82%           | 34     | 1.41%    | 0   | 0.00% | 87     | 3.60%   | 2,414   |
| Delicias                 | 15,829  | 27.63%    | 24,701  | 43.11% | 13,340        | 23.28%          | 2,279  | 3.98%    | 28  | 0.05% | 1,122  | 1.96%   | 57,299  |
| Dr. Belisario Domínguez  | 439     | 23.02%    | 1,156   | 60.62% | 195           | 10.23%          | 43     | 2.25%    | 0   | 0.00% | 74     | 3.88%   | 1,907   |
| Galeana                  | 188     | 9.40%     | 1,187   | 59.35% | 531           | 26.55%          | 44     | 2.20%    | 2   | 0.10% | 48     | 2.40%   | 2,000   |
| Santa Isabel             | 626     | 31.35%    | 1,007   | 50.43% | 283           | 14.17%          | 41     | 2.05%    | 0   | 0.00% | 40     | 2.00%   | 1,997   |
| Gómez Farías             | 838     | 22.48%    | 1,949   | 52.28% | 763           | 20.47%          | 87     | 2.33%    | 1   | 0.03% | 90     | 2.41%   | 3,728   |
| Gran Morelos             | 360     | 18.64%    | 1,253   | 64.89% | 202           | 10.46%          | 53     | 2.74%    | 1   | 0.05% | 62     | 3.21%   | 1,931   |
| Guachochi                | 2,712   | 16.41%    | 10,860  | 65.71% | 1,211         | 7.33%           | 386    | 2.34%    | 15  | 0.09% | 1,343  | 8.13%   | 16,527  |
| Guadalupe                | 435     | 16.14%    | 1,621   | 60.15% | 495           | 18.37%          | 46     | 1.71%    | 1   | 0.04% | 97     | 3.60%   | 2,695   |
| Guadalupe y Calvo        | 2,040   | 13.91%    | 10,742  | 73.23% | 650           | 4.43%           | 365    | 2.49%    | 12  | 0.08% | 860    | 5.86%   | 14,669  |
| Guazapares               | 764     | 24.64%    | 1,940   | 62.56% | 223           | 7.19%           | 44     | 1.42%    | 2   | 0.06% | 128    | 4.13%   | 3,101   |
| Guerrero                 | 2,984   | 17.30%    | 10,106  | 58.59% | 3,205         | 18.58%          | 445    | 2.58%    | 7   | 0.04% | 503    | 2.92%   | 17,250  |
| Hidalgo del Parral       | 12,241  | 25.83%    | 25,545  | 53.90% | 6,596         | 13.92%          | 1,884  | 3.98%    | 31  | 0.07% | 1,097  | 2.31%   | 47,394  |
| Huejotitán               | 91      | 14.72%    | 462     | 74.76% | 36            | 5.83%           | 11     | 1.78%    | 0   | 0.00% | 18     | 2.91%   | 618     |
| Ignacio Zaragoza         | 349     | 11.54%    | 1,628   | 53.84% | 899           | 29.73%          | 88     | 2.91%    | 0   | 0.00% | 60     | 1.98%   | 3,024   |
| Janos                    | 483     | 15.55%    | 1,939   | 62.41% | 568           | 18.28%          | 65     | 2.09%    | 1   | 0.03% | 51     | 1.64%   | 3,107   |
| Jiménez                  | 4,572   | 25.51%    | 10,104  | 56.38% | 2,543         | 14.19%          | 376    | 2.10%    | 3   | 0.02% | 322    | 1.80%   | 17,920  |
| Juárez                   | 102,835 | 21.62%    | 195,781 | 41.15% | 146,192       | 30.73%          | 19,283 | 4.05%    | 278 | 0.06% | 11,381 | 2.39%   | 475,750 |
| Julimes                  | 793     | 31.31%    | 1,298   | 51.24% | 292           | 11.53%          | 74     | 2.92%    | 1   | 0.04% | 75     | 2.96%   | 2,533   |
| López                    | 534     | 24.90%    | 1,089   | 50.77% | 433           | 20.19%          | 31     | 1.45%    | 0   | 0.00% | 58     | 2.70%   | 2,145   |
| Madera                   | 3,338   | 26.70%    | 6,883   | 55.05% | 1,641         | 13.12%          | 265    | 2.12%    | 5   | 0.04% | 371    | 2.97%   | 12,503  |
| Maguarichi               | 107     | 13.65%    | 589     | 75.13% | 68            | 8.67%           | 7      | 0.89%    | 0   | 0.00% | 13     | 1.66%   | 784     |
| Manuel Benavides         | 207     | 24.10%    | 557     | 64.84% | 65            | 7.57%           | 9      | 1.05%    | 0   | 0.00% | 21     | 2.44%   | 859     |
| Matachí                  | 436     | 28.95%    | 804     | 53.39% | 205           | 13.61%          | 16     | 1.06%    | 0   | 0.00% | 45     | 2.99%   | 1,506   |
| Matamoros                | 600     | 25.65%    | 1,327   | 56.73% | 312           | 13.34%          | 47     | 2.01%    | 0   | 0.00% | 53     | 2.27%   | 2,339   |
| Meoqui                   | 4,523   | 26.04%    | 7,882   | 45.38% | 3,863         | 22.24%          | 740    | 4.26%    | 5   | 0.03% | 356    | 2.05%   | 17,369  |
| Morelos                  | 553     | 21.39%    | 1,739   | 67.27% | 87            | 3.37%           | 23     | 0.89%    | 2   | 0.08% | 181    | 7.00%   | 2,585   |
| Moris                    | 316     | 16.36%    | 1,454   | 75.30% | 110           | 5.70%           | 12     | 0.62%    | 1   | 0.05% | 38     | 1.97%   | 1,931   |
| Namiquipa                | 2,405   | 26.37%    | 4,630   | 50.76% | 1,547         | 16.96%          | 295    | 3.23%    | 1   | 0.01% | 243    | 2.66%   | 9,121   |
| Nonoava                  | 363     | 26.27%    | 880     | 63.68% | 80            | 5.79%           | 25     | 1.81%    | 0   | 0.00% | 34     | 2.46%   | 1,382   |
| Nuevo Casas Grandes      | 4,505   | 17.93%    | 12,724  | 50.65% | 6,450         | 25.67%          | 876    | 3.49%    | 16  | 0.06% | 552    | 2.20%   | 25,123  |
| Ocampo                   | 686     | 22.31%    | 1,982   | 64.46% | 276           | 8.98%           | 39     | 1.27%    | 0   | 0.00% | 92     | 2.99%   | 3,075   |
| Ojinaga                  | 3,826   | 32.65%    | 6,195   | 52.87% | 1,177         | 10.05%          | 271    | 2.31%    | 2   | 0.02% | 246    | 2.10%   | 11,717  |
| Praxedis G. Guerrero     | 738     | 23.35%    | 1,706   | 53.97% | 558           | 17.65%          | 52     | 1.65%    | 1   | 0.03% | 106    | 3.35%   | 3,161   |
| Riva Palacio             | 264     | 16.74%    | 1,000   | 63.41% | 238           | 15.09%          | 33     | 2.09%    | 1   | 0.06% | 41     | 2.60%   | 1,577   |
| Rosales                  | 1,761   | 24.51%    | 3,731   | 51.93% | 1,247         | 17.36%          | 252    | 3.51%    | 2   | 0.03% | 192    | 2.67%   | 7,185   |
| Rosario                  | 94      | 9.82%     | 697     | 72.83% | 132           | 13.79%          | 16     | 1.67%    | 1   | 0.10% | 17     | 1.78%   | 957     |
| San Francisco de Borja   | 519     | 37.75%    | 717     | 52.15% | 94            | 6.84%           | 17     | 1.24%    | 0   | 0.00% | 28     | 2.04%   | 1,375   |
| San Francisco de Conchos | 296     | 19.53%    | 838     | 55.28% | 320           | 21.11%          | 26     | 1.72%    | 1   | 0.07% | 35     | 2.31%   | 1,516   |
| San Francisco del Oro    | 440     | 17.20%    | 1,639   | 64.07% | 322           | 12.59%          | 82     | 3.21%    | 4   | 0.16% | 71     | 2.78%   | 2,558   |
| Santa Bárbara            | 1,230   | 24.95%    | 2,655   | 53.85% | 705           | 14.30%          | 217    | 4.40%    | 0   | 0.00% | 123    | 2.49%   | 4,930   |
| Satevó                   | 924     | 37.96%    | 1,339   | 55.01% | 89            | 3.66%           | 17     | 0.70%    | 1   | 0.04% | 64     | 2.63%   | 2,434   |
| Saucillo                 | 4,422   | 31.79%    | 6,575   | 47.27% | 2,173         | 15.62%          | 445    | 3.20%    | 2   | 0.01% | 291    | 2.09%   | 13,908  |
| Temósachic               | 554     | 20.20%    | 1,683   | 61.36% | 371           | 13.53%          | 38     | 1.39%    | 1   | 0.04% | 96     | 3.50%   | 2,743   |
| El Tule                  | 153     | 16.61%    | 662     | 71.88% | 73            | 7.93%           | 12     | 1.30%    | 0   | 0.00% | 21     | 2.28%   | 921     |
| Urique                   | 1,097   | 18.91%    | 3,817   | 65.81% | 379           | 6.53%           | 103    | 1.78%    | 1   | 0.02% | 403    | 6.95%   | 5,800   |
| Uruachi                  | 508     | 19.29%    | 1,860   | 70.64% | 138           | 5.24%           | 18     | 0.68%    | 0   | 0.00% | 109    | 4.14%   | 2,633   |
| Valle de Zaragoza        | 492     | 20.14%    | 1,707   | 69.87% | 172           | 7.04%           | 22     | 0.90%    | 1   | 0.04% | 49     | 2.01%   | 2,443   |

### Senadores por Chihuahua

#### Senadores electos
| Candidato                | Partido | Tipo de elección            |
| ------------------------ | ------- | --------------------------- |
| Patricio Martínez García |         | Primera fórmula             |
| Lilia Merodio Reza       |         | Segunda fórmula             |
| Javier Corral Jurado     |         | Primera minoría             |
| Graciela Ortiz González  |         | Representación proporcional |

#### Resultados

Resultados por municipio en la elección a senador por Chihuahua:
Partido Acción Nacional
Partido Revolucionario Institucional

Distribución de los distritos federales de Chihuahua por partido político:
Partido Acción Nacional
Partido Revolucionario Institucional

|  | 27.53 % |

|  | 37.06 % |

|  | 16.79 % |

|  | 4.81 % |

|  | 4.76 % |

|  | 0.07 % |

|  | 91.02 % |

|  | 8.98 % |

|  | 53.07 % |

|  | 46.93 % |

### Diputados federales por Chihuahua

#### Diputados electos
| Candidato                      | Partido | Distrito   | Tipo de elección            |
| ------------------------------ | ------- | ---------- | --------------------------- |
| Adriana Fuentes Téllez         |         | Distrito 1 | Mayoría relativa            |
| Ignacio Duarte Murillo         |         | Distrito 2 | Mayoría relativa            |
| Carlos Angulo Parra            |         | Distrito 3 | Mayoría relativa            |
| Luis Murguía Lardizábal        |         | Distrito 4 | Mayoría relativa            |
| Abraham Montes Alvarado        |         | Distrito 5 | Mayoría relativa            |
| Minerva Castillo Rodríguez     |         | Distrito 6 | Mayoría relativa            |
| Kamel Athié Flores             |         | Distrito 7 | Mayoría relativa            |
| Pedro Ignacio Domínguez Zepeda |         | Distrito 8 | Mayoría relativa            |
| Karina Velázquez Ramírez       |         | Distrito 9 | Mayoría relativa            |
| Rocío Reza Gallegos            |         | N/A        | Representación proporcional |
| Crystal Tovar Aragón           |         | N/A        | Representación proporcional |
| Lilia Aguilar Gil              |         | N/A        | Representación proporcional |
| Rubén Acosta Montoya           |         | N/A        | Representación proporcional |
| Beatriz Córdova Bernal         |         | N/A        | Representación proporcional |

#### Resultados
|  | 26.25 % |

|  | 38.12 % |

|  | 11.00 % |

|  | 3.42 % |

|  | 4.69 % |

|  | 2.08 % |

|  | 5.35 % |

|  | 9.09 % |

|  | 100.00 % |

##### Distrito 1: Ciudad Juárez
|  | 17.95 % |

|  | 35.22 % |

|  | 24.37 % |

|  | 7.17 % |

|  | 5.44 % |

|  | 0.07 % |

|  | 90.22 % |

|  | 9.78 % |

|  | 46.19 % |

|  | 53.81 % |

##### Distrito 2: Ciudad Juárez
|  | 20.60 % |

|  | 35.75 % |

|  | 22.14 % |

|  | 6.10 % |

|  | 4.64 % |

|  | 0.05 % |

|  | 89.28 % |

|  | 10.72 % |

|  | 45.15 % |

|  | 54.85 % |

##### Distrito 3: Ciudad Juárez
|  | 29.97 % |

|  | 27.64 % |

|  | 23.31 % |

|  | 5.69 % |

|  | 5.80 % |

|  | 0.11 % |

|  | 92.52 % |

|  | 7.48 % |

|  | 53.21 % |

|  | 46.79 % |

##### Distrito 4: Ciudad Juárez
|  | 20.51 % |

|  | 31.59 % |

|  | 24.40 % |

|  | 6.82 % |

|  | 5.93 % |

|  | 0.07 % |

|  | 89.33 % |

|  | 10.67 % |

|  | 47.82 % |

|  | 52.18 % |

##### Distrito 5: Delicias
|  | 30.65 % |

|  | 42.00 % |

|  | 11.70 % |

|  | 2.82 % |

|  | 5.42 % |

|  | 0.04 % |

|  | 92.62 % |

|  | 7.38 % |

|  | 56.63 % |

|  | 43.37 % |

##### Distrito 6: Chihuahua
|  | 35.87 % |

|  | 36.00 % |

|  | 11.83 % |

|  | 3.65 % |

|  | 4.69 % |

|  | 0.09 % |

|  | 92.13 % |

|  | 7.87 % |

|  | 62.67 % |

|  | 37.33 % |

##### Distrito 7: Cuauhtémoc
|  | 20.84 % |

|  | 43.06 % |

|  | 16.97 % |

|  | 4.43 % |

|  | 5.04 % |

|  | 0.06 % |

|  | 90.40 % |

|  | 9.60 % |

|  | 51.98 % |

|  | 48.02 % |

##### Distrito 8: Chihuahua
|  | 31.48 % |

|  | 35.89 % |

|  | 13.19 % |

|  | 4.76 % |

|  | 5.65 % |

|  | 0.09 % |

|  | 90.36 % |

|  | 8.94 % |

|  | 55.14 % |

|  | 44.86 % |

##### Distrito 9: Hidalgo del Parral
|  | 22.82 % |

|  | 52.08 % |

|  | 7.20 % |

|  | 2.23 % |

|  | 5.56 % |

|  | 0.09 % |

|  | 89.99 % |

|  | 10.01 % |

|  | 55.75 % |

|  | 44.25 % |